# IC 2185
IC 2185 је спирална галаксија у сазвјежђу Близанци која се налази на листи објеката дубоког неба у Индекс каталогу.
Деклинација објекта је + 32° 29' 41" а ректасцензија 7h 23m 16,1s. Привидна величина (магнитуда) објекта IC 2185 износи 14,4 а фотографска магнитуда 15,1. IC 2185 је још познат и под ознакама MCG 5-18-8, CGCG 177-4, CGCG 147-15, IRAS 07200+3235, ARAK 129, KUG 0720+325, PGC 20889.